# Simonas Bilis
Simonas Bilis (ur. 11 listopada 1993 w Poniewieżu) – litewski pływak specjalizujący się w stylu dowolnym, mistrz świata na krótkim basenie (2016).

## Kariera pływacka
W 2015 roku na mistrzostwach świata w Kazaniu w konkurencji 50 m stylem dowolnym z czasem 22,51 zajął 20. miejsce ex aequo z Chińczykiem Yu. Płynął także w sztafecie kraulowej 4 × 100 m. Litwini zostali sklasyfikowani na 19. pozycji.
Rok później, podczas igrzysk olimpijskich w Rio de Janeiro na dystansie 50 m stylem dowolnym uzyskał w finale czas 22,08 i uplasował się na ósmym miejscu. W konkurencji 100 m kraulem nie zakwalifikował się do półfinałów i zajął ostatecznie 30. miejsce (49,16). Brał też udział w sztafecie 4 × 100 m stylem zmiennym, która w eliminacjach była czternasta.
Na mistrzostwach świata na krótkim basenie w Windsorze zwyciężył w konkurencji 100 m stylem dowolnym, uzyskawszy czas 46,58. Na dystansie 50 m kraulem zdobył brązowy medal (21,23).